# Dorcopsis atrata
Dorcopsis atrata е вид бозайник от семейство Кенгурови (Macropodidae). Видът е критично застрашен от изчезване.

## Разпространение
Разпространен е в Папуа Нова Гвинея.